# Schroef (gymnastiek)
Een schroef of schroefsalto is een gestrekte salto, maar tijdens de rotatiefase wordt er ook één of meerdere keer om de verticale as gedraaid.  De schroef is een element dat kan worden uitgevoerd op sprong op de vloer in het toestelturnen. Daarnaast worden schroeven geturnd bij het trampolinespringen, als sprong vanaf het rhönrad en als sprong vanaf de springplank. Ook bij het schoonspringen (zwemmen) wordt soms met een schroef gesprongen.